# Mahlon DeLong
Mahlon R. DeLong (Des Moines, 1938-Atlanta, 17 de mayo de 2024)[cita requerida] fue un neurólogo estadounidense y profesor de la Facultad de Medicina de la Universidad Emory. Su investigación ha avanzado en la comprensión y el tratamiento de la enfermedad de Parkinson, la distonía, los temblores y otros trastornos del movimiento neurológico.
DeLong estudió en la Universidad de Stanford (AB 1962), en la Escuela de Medicina de Harvard (MD 1966), realizó sus prácticas en el Boston City Hospital y su residencia en el Johns Hopkins Hospital en Baltimore, y posteriormente se incorporó al cuerpo docente de la  Universidad Johns Hopkins. Desde 1990, forma parte del profesorado de la Universidad Emory, donde es catedrático de Neurología William Patterson Timmie desde 1993. Es miembro de la Dana Alliance for Brain Initiative.

## Biografía
En 1968, DeLong comenzó cinco años de formación investigadora en el laboratorio de Edward Evarts, en los Institutos Nacionales de Salud de Bethesda (Maryland). En 1971, él y Russell T. Richardson realizaron experimentos con monos para averiguar los primeros grupos de neuronas (núcleo basal) que intervienen en la patogénesis del aprendizaje condicionado y revelaron el papel que desempeña el neurotransmisor acetilcolina.
En los NIH, DeLong registró las reacciones de células cerebrales individuales en una parte del cerebro llamada ganglios basales. En aquella época se sabía que los ganglios basales estaban implicados en el movimiento y que eran la parte del cerebro más afectada en la enfermedad de Parkinson. Sin embargo, poco se sabía sobre cómo los ganglios basales afectaban al movimiento, o cómo la enfermedad de los ganglios basales causaba los trastornos del movimiento observados en la enfermedad de Parkinson. En meticulosos experimentos realizados a lo largo de varios años, DeLong midió la activación de células específicas en los ganglios basales de monos despiertos cuando realizaban movimientos específicos entrenados.
Basándose en este trabajo y en el de otros, DeLong y sus colegas identificaron una serie de circuitos separados que conectan los ganglios basales con la corteza cerebral y el tálamo. Estos circuitos permiten procesar en paralelo las emociones, los pensamientos y el movimiento.
En la década de 1980, DeLong y sus colegas empezaron a estudiar monos con una enfermedad inducida experimentalmente muy parecida a la enfermedad de Parkinson. Descubrieron que las neuronas de una parte de los ganglios basales llamada núcleo subtalámico se disparaban en exceso, y que la destrucción (ablación) del núcleo subtalámico mejoraba enormemente los síntomas.
Poco después, el neurocirujano Alim-Louis Benabid descubrió que se podía conseguir la misma mejora colocando un cable en el núcleo subtalámico, conectándolo a una batería y administrando una estimulación de alta frecuencia ajustable en la punta del cable, una técnica denominada estimulación cerebral profunda. Hoy en día, esta técnica se utiliza para mejorar los síntomas y la calidad de vida de los pacientes con enfermedad de Parkinson que no responden adecuadamente al tratamiento farmacológico. La ablación o estimulación cerebral profunda del núcleo subtalámico ha transformado la vida de muchas personas con enfermedad de Parkinson.
Por su trabajo en la comprensión de los circuitos que conectan los ganglios basales con otras partes del cerebro, y en la aplicación de ese conocimiento para desarrollar una técnica que ha aliviado el sufrimiento de muchas personas con enfermedad de Parkinson, DeLong fue galardonado en 2014 con el  Premio Breakthrough Prize in Life. Ciencias.
Los mismos logros fueron reconocidos al recibir (con Benabid) el Premio de Investigación Médica Clínica Lasker-DeBakey 2014.